# SP-324
A Rodovia Miguel Melhado Campos (SP-324), também conhecida como Vinhedo-Viracopos, é uma rodovia de pista única do estado de São Paulo. 
Ela liga Vinhedo na altura do trevo de acesso a cidade da Rodovia Anhanguera (km 75) e segue até o Aeroporto de Viracopos, passando por baixo do km 78 do Rodovia dos Bandeirantes, sem dar acesso a esta, pelo Anel Viário de Campinas (SP-83), nas imediações do Campo Belo e pela Rodovia Santos Dumont (SP-75), já nas imediações do Aeroporto de Viracopos. Seu comprimento é de apenas 14 km. A rodovia recebeu este nome em homenagem ao Engº Miguel Melhado Campos, que foi Superintentedente do DER-SP.
É a única rodovia administrada pelo DER-SP em todo do estado de São Paulo, com cobrança de pedágio, estando a praça de pedágio situado no Município de Itupeva. O motivo para isso é evitar que esta rodovia seja utilizada como rota de fuga para o pedágio do km 81 da Rodovia Anhanguera;
Em Campinas ela passa por bairros da periferia da cidade e fazendas que, quase todos serão desapropriados para a ampliação do Aeroporto de Viracopos, incluindo além da expansão do aeroporto em si, área destinada para empresas de logística, serviços e hotelaria.